# روشنایی بیشتر شود
روشنایی بیشتر شود (به انگلیسی: Let There Be More Light) نام تک‌آهنگی از گروه سایکدلیک راک پینک فلوید است که در سال ۱۹۶۹ توسط تاور رکوردز منتشر شد و اولین آهنگ در آلبوم یک نعلبکی رمز و راز می‌باشد. آهنگ توسط راجر واترز نوشته شده و چهارمین تک‌آهنگی است که توسط گروه در آمریکا منتشر می‌شود. آهنگ در ابتدا با نواختن گیتار بیس شروع می‌شود و پس از آن رایت و گیلمور به خواندن می‌پردازند. این آهنگ به یکی از آهنگ‌های گروه بیتلز به نام «لوسی با الماس در آسمان‌ها» "Lucy in the Sky with Diamonds" هم اشاره می‌کند.
نام این آهنگ اشاره‌ای است به بخشی از انجیل و تورات که در آن آمده‌است که خدا گفت: «روشنایی شود و روشنایی شد.» (سفر پیدایش ۱:۳).

## سازندگان و مشارکت کنندگان
- راجر واترز - گیتار بیس، همخوان
- نیک میسن - درام، ساز کوبه‌ای
- ریک رایت - پیانو، خواننده
- دیوید گیلمور -گیتار الکتریک، خواننده